# No Superstar (chanson)
Singles par Remady
Give Me a Sign
(2010)
Singles par Manu-L
Give Me a Sign
(2010)
Pistes de No Superstar - The Album
Intro Do it on My Own
No Superstar est le premier single du DJ Remady encore enregistré sous son ancien nom de scène P&R. Il est extrait de l'album No Superstar - The Album. Il a réussi à se classer dans le top 10 de plusieurs pays d'Europe notamment en France, en Belgique, en Suisse et au Danemark.

## Clip vidéo
Le clip vidéo sort le 25 novembre 2009 sur le site de partage YouTube sur le compte du label Happy Music. D'une durée de 4 minutes 31, la vidéo a été visionnée plus de 1,1 million de fois. Le clip a été tourné en noir et blanc. On y voit un homme (certainement Remady) qui se lève de son lit et se balade toute la journée allant essayer de nouvelles chaussures, dansant dans un club. Le clip est focalisé sur les chaussures en mauvais état de Remady.

## Formats et liste des pistes
| CD-Maxi Ego 114 7 1. No Superstar (Original Mix) - 5:59 2. No Superstar (Mr. Pink Remix) - 5:27 3. No Superstar (Jorge Martin S Remix) - 7:18 4. No Superstar (Toni Granello & Grooveprofessor Funky Room Mix) - 7:13 5. No Superstar (Radio Mix) - 3:38 12" Maxi EGO 105 5 1. No Superstar (Original Mix) 2. No Superstar (Jorge Martin S Remix) 3. No Superstar (Mr. Pink Remix) 4. No Superstar (Toni Granello & Grooveprofessor Funky Room Mix) Remixes - Digital 1. No Superstar (LuvLuv Remix) - 3:55 2. No Superstar (James Kayn Remix) - 4:36 3. No Superstar (Svenstrup & Vendelboe Remix) - 5:53 Digital Ultra 1. No Superstar (Full Vocal Radio Mix) 2. No Superstar (Full Vocal Mix) 3. No Superstar (Original Radio Mix) 4. No Superstar (Mr. P!nk vs. Mike Candys Radio Edit) 5. No Superstar (James Kayn Remix) 6. No Superstar (Jorge Martin S Remix) 7. No Superstar (LuvLuv Remix) 8. No Superstar (Svenstrup & Vendelboe Remix) 9. No Superstar (Toni Granello & Grooveprofessor Funky Room Mix) 10. No Superstar (Torsting Remix Extended) | Promo - CD-Maxi ARS 1. No Superstar (Radio Mix) - 3:39 2. No Superstar (Original Mix) - 6:00 3. No Superstar (Mr. P!nk Remix) - 5:26 4. No Superstar (LuvLuv Remix) - 3:56 5. No Superstar (James Kayn Remix) - 4:35 Promo - CD-Single 1. No Superstar (Radio Edit) - 2:48 |

## Classement par pays
| Classement (2010)                       | Meilleure position |
| --------------------------------------- | ------------------ |
| Belgique (Flandre Ultratip 100)         | 2                  |
| Belgique (Wallonie Ultratop 50 Singles) | 40                 |
| Danemark (Tracklisten)                  | 4                  |
| France (SNEP)                           | 8                  |
| France (SNEP Téléchargement)            | 6                  |
| Suisse (Schweizer Hitparade)            | 5                  |

## Performance en direct
Manu-L a chanté No Superstar lors de l'évènement Starfloor 2010, un concert donné par Fun Radio le 30 octobre 2010.